# Scott Walker (musiker)
 Der er flere personer med dette navn, se Scott Walker.
Scott Walker (født Noel Scott Engel, 9. januar 1943, død 22. marts 2019) var en amerikansk sanger og komponist. 
I 1964 dannede Walker sammen med Gary Leeds og John Joseph Maus popgruppen The Walker Brothers i Californien. De var ikke i familie, men tog alle tre efternavnet Walker, og flyttede i 1965 til England. Her fik gruppen sit store kommercielle gennembrud med en række orkestrale melodramatiske popsange, deriblandt Make It Easy On Yourself og The Sun Ain't Gonna Shine Anymore. Gruppens hits var skrevet af andre hitmagere, og ingen af medlemmerne spillede instrumenter på pladerne, men succesen var enorm.
I 1967 gik gruppen i opløsning efter fem album, og Scott Walker påbegyndte en solokarriere, hvor han høstede respekt som sanger og komponist. Walkers tekster var alt andet end easy listening. De var inspireret af den franske eksistentialisme og ofte præget af stor melankoli. Derudover leverede han en række roste engelske fortolkninger af Jacques Brel.
På få år udgav Walker fire album, hvoraf de tre første fik høje hitlisteplaceringer i England. Disse album bestod af en blanding af cover sange, som gradvist blev overstrålet af Walkers originale kompositioner. Det fjerde 'Scott 4' markerede et kunstnerisk højdepunkt. Albummet blev dog udgivet under navnet Scott Engel, og fik ingen hitliste placering. Det vurderes, at Walker herefter mistede troen på sine egne evner som komponist, og herefter begyndte sangeren i stigende grad at trække sig fra rampelyset. Samtidig var Walkers musikgenre på vej ud af mainstream publikums smag, som også inspirationskilderne Frank Sinatra og Jack Jones oplevede, og rocken var på vej ind. The Beatles toppede i disse år.
I midten af 70'erne blev The Walker Brothers gendannet, og fik et uventet comeback. I 1978 udgav gruppen albummet Nite Flights, hvor Walker havde skrevet de første fire numre, som var dystre og elektroniske. Især tortursangen The Electrician med sin uhyggelige tekst og produktion vakte opmærksomhed. 
Selv om Scott Walkers fire numre på 'Nite Flights' mere end antydede komponistens potentiale for atter at udgive musik som solist, forsvandt han atter fra offentlighedens søgelys. 
I 1984 udgav Walker Climate of Hunter, og først i 1995 kom opfølgeren, det neurotiske mesterværk Tilt. En slags moderne kompositionsmusik, der da også blev kåret til 90'ernes bedste album af det toneangivende avantgarde-magazin Wire.
I 2001 producerede han Pulps afskedsplade We Love Life, og i 2006 udkom enndu et kringlet og svært tilgængeligt værk i Scott Walkers eget navn, albummet The Drift.
I slutningen af 60'erne og første halvdel af 70'erne boede Scott i øvrigt i en årrække i København, mens han dannede par med en dansk kvinde. Det affødte bl.a. sangen Copenhagen' fra 'Scott 3.

## Diskografi

### Albums
- 1967 – Scott
- 1968 – Scott 2
- 1969 – Scott 3
- 1969 – Scott 4
- 1970 – Till The Band Comes in
- 1972 – The Moviegoer
- 1973 – Stretch
- 1973 – Any Day Now
- 1974 – We Had It All
- 1984 – Climate Of Hunter
- 1995 – Tilt
- 1999 – Pola X
- 2004 – 5 Easy Pieces
- 2006 – The Drift
- 2007 – And Who Shall Go To The Ball?
- 2012 – Bish Bosch
- 2014 – Soused